# Гэльские игры

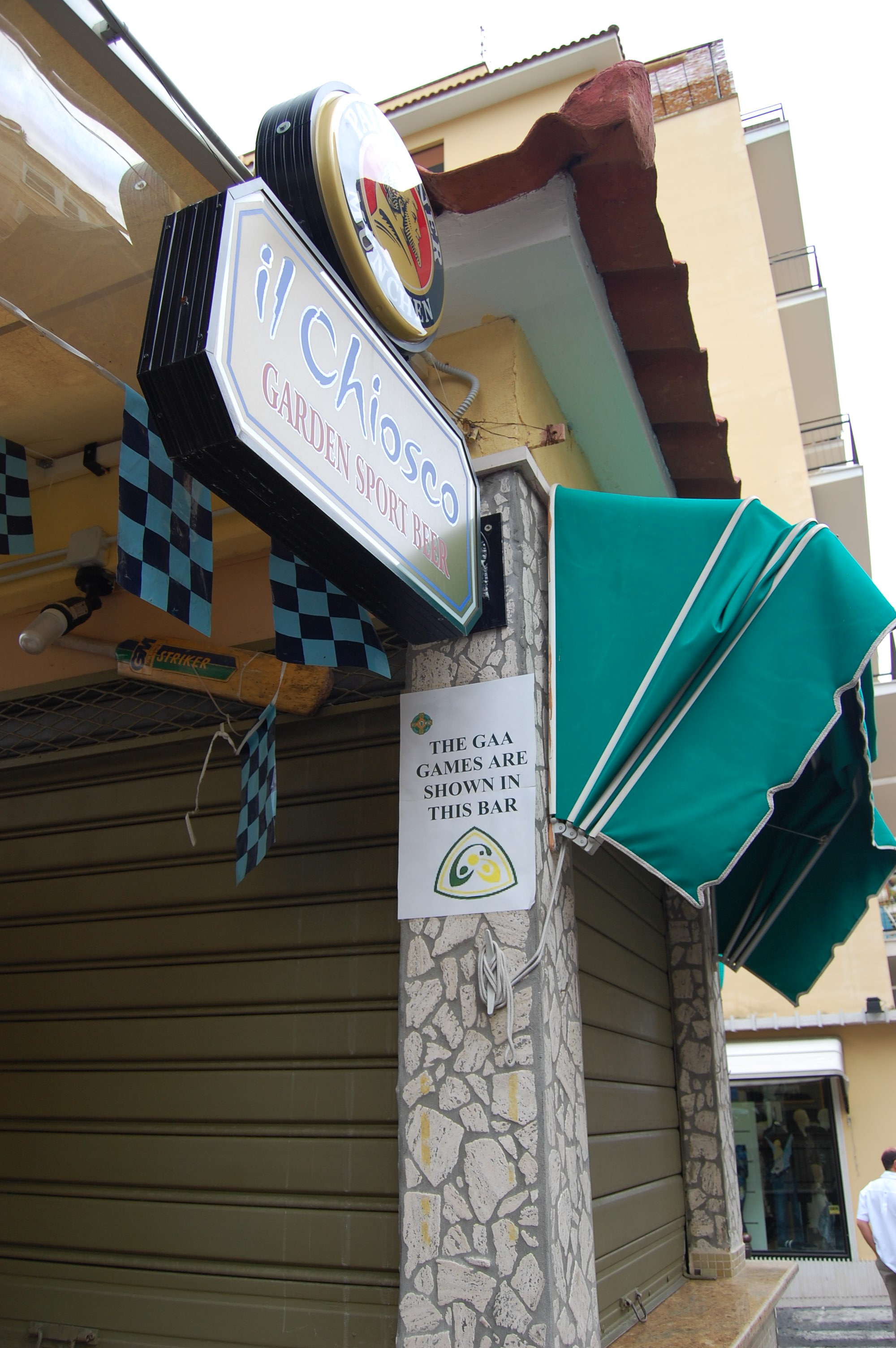
Гэльские игры в Сорренто

Гэ́льские и́гры (англ. Gaelic games) — традиционные спортивные игры, в которые играют в Ирландии, основными из которых являются хёрлинг и гэльский футбол (оба этих вида спорта поддерживает Гэльская атлетическая ассоциация, наравне с камоги, гэльским гандболом, женским гэльским футболом и лаптой). Часть из этих игр не является чисто ирландскими видами спорта, и во многие из них играют в странах, где существует ирландская диаспора (в Великобритании, Канаде, Австралии, США).
Фактически, появление такого явления, как гэльские игры, в конце XIX века было связано с возрождением ирландской культуры и противопоставлялось британскому спорту (британцы сами связывали национализм и спорт). Майкл Дэвитт (Michael Davitt), член Земельной лиги, открыто говорил о причинах явления:

Почему у нас должны быть спортивные фестивали, как у других народов? В этом случае, как и во многих других, нам нужно оторваться от английских законов и патронажа и не допустить убийства тех кельтских видов спорта, которым угрожает та же судьба в окружении саксонских обычаев, как и нашему народу под чужеземным правлением.
Оригинальный текст (англ.)Why should we have our athletic festivals like other people? In this, as in so many matters, we ought to cut ourselves adrift from English rules and patronage and prevent the killing of those Celtic Sports which have been threatened with the same fate by the encroachment of Saxon custom as that which menaces our nationality under alien rule.